# Microtyran oreillard
Myiornis auricularis
Espèce
Statut de conservation UICN

 LC  : Préoccupation mineure
Le Microtyran oreillard (Myiornis auricularis) est une espèce de passereaux de la famille des Tyrannidés.

## Répartition géographique
Cet oiseau peuple la forêt atlantique.

## Habitat
Il habite les forêts humides tropicales et subtropicales en plaine et les forêts primaires fortement dégradées.